# Салвадор Бакарисе
Салвадор Бакарисе Чинорија (шп. Salvador Bacarisse Chinoria; Мадрид, 12. септембар 1898 – Париз, 5. август 1963) је био шпански музичар и композитор, члан Мадридске осморке.

## Биографија
Салвадор Бакарисе је на Краљевском музичком конзерваторијуму у Мадриду студирао клавир код Мануела Фернандеза Албердија и композицију код Конрада дел Кампа. Такође је студирао филозофију и књижевност. Године 1923. добио је Националну музичку награду за симфонијску поему Уликсова лађа, а 1931. за дело Симфонијска музика.
Бакарисе је припадао Мадридској осморки (основаној по угледу на француску Шесторицу са циљем борбе против музичког конзервативизма), а до 1936. године је на месту уметничког директора Радија Унион учествовао у промовисању савремене музике.
Био је члан Комунистичке партије Шпаније. По избијању Шпанског грађанског рата 1936. године прикључио се Савезу антифашистичких интелектуалаца чији су чланови били представници левичарске културе посвећени републиканској ствари: било интелектуално, обајављујући чланке у новинама и састављајући манифесте, било стварно, борећи се на фронту.
По завршетку Шпанског грађанског рата 1939. године Бакарисе је емигрирао у Париз, одбацивши Франкову диктатуру. Од 1945. године до смрти радио је за Радио-телевизију Француске као продуцент програма на шпанском језику.

## Дело
Салвадор Бакарисе је компоновао дела за клавир и камерне ансамбле, опере (као што су Шарлот из 1936. године и Боабдилово благо која му је 1958. године донела награду француског радија) и оркестарске комаде (међу којима се налазе два клавирска концерта и један виолински).
Његово најчувеније дело је Кончертино за гитару и оркестар у а-молу, оп. 72, компоновано 1957. године у неоромантичарском стилу који је близак оном из Концерта за Аранхуез Хоакина Родрига (1940). Познат је снимак извођења композиције из 1980. на ком је као солиста наступио шпански гитариста Нарсисо Јепес. На репертоару за харфу и оркестар све више се истиче његова Андалузијска фантазија.